# Przemysław Wojtaszek
Przemysław Wojtaszek (ur. 1 maja 1962 w Poznaniu) – polski biolog, prof. dr hab. nauk biologicznych, profesor zwyczajny Instytutu Biologii Molekularnej i Biotechnologii Wydziału Biologii Uniwersytetu im. Adama Mickiewicza w Poznaniu.

## Życiorys
W 1985 ukończył studia biologiczne na Uniwersytecie im. Adama Mickiewicza. W tym samym roku rozpoczął pracę w Instytucie Chemii Bioorganicznej PAN. W 1992 obronił pracę doktorską Rola związków azotu w wydzielaniu fenolowych metabolitów wtórnych przez korzenie łubinu, 6 listopada 1998 habilitował się na podstawie oceny dorobku naukowego i pracy zatytułowanej Rola ścian komórkowych w biologii komórek roślinnych. Cykl 10 monotematycznych publikacji. Od 2001 rozpoczął pracę w Instytucie Biologii Molekularnej i Biotechnologii (Wydział Biologii Uniwersytetu im. Adama Mickiewicza w Poznaniu). 20 sierpnia 2002 nadano mu tytuł profesora w zakresie nauk biologicznych. Został wybrany na dziekana Wydziału Biologii Uniwersytetu UAM kadencji 2016–2020, a w kadencji 2020–2024 został prorektorem UAM ds. projektów badawczych i doktorantów, a jednocześnie dyrektorem Szkoły Nauk Przyrodniczych i Szkoły Doktorskiej.
Jest profesorem zwyczajnym w Instytucie Biologii Molekularnej i Biotechnologii na Wydziale Biologii Uniwersytetu im. Adama Mickiewicza w Poznaniu, był też profesorem w  Instytucie Chemii Bioorganicznej PAN. Jest członkiem Komitetu Biotechnologii PAN i zastępcą przewodniczącego Komitetu Biologii Molekularnej PAN.
Jest członkiem założycielem Polskiego Towarzystwa Biologii Eksperymentalnej Roślin, był prezydentem jego zarządu głównego (2003–2005), następnie członkiem zarządu (2005–2009, 2011–2015), przewodniczącym Głównej Komisji Rewizyjnej (2009–2011), w kadencji 2019–2021 jest wiceprezydentem zarządu głównego.